# Суспільне Луцьк
«Суспільне Луцьк» (Філія АТ «НСТУ» «Волинська регіональна дирекція»; раніше — «Волинська ОДТРК», «UA: Волинь») — українська регіональна суспільна телерадіокомпанія, філія Національної суспільної телерадіокомпанії України, до якої входять однойменний телеканал, радіоканал «Українське радіо Луцьк» та діджитал-платформи, які мовлять на території Волинської області.

## Історія

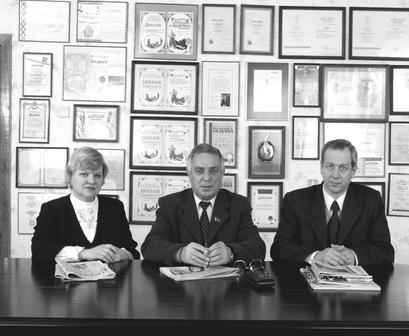
Зачинателі Волинського телебачення: тодішній голова облтелерадіокомітету Святослав Пирожко (в центрі), перша головна редакторка Головної редакції телебачення Ольга Куліш (зліва) і начальник виробничо-технічного відділу телебачення Микола Гловацький (1993)

Волинське державне телебачення — одне з наймолодших у державі. Якщо першу телевізійну трансляцію в Україні було здійснено 5 листопада 1951 року, то волиняни першу пробну передачу провели 25 листопада 1991 року.
Регулярне ж мовлення канал почав 1 січня 1992 року [відсутнє в джерелі].
Програми телеканалу «Суспільне Луцьк» колись транслювалися на каналах Всесвітньої служби «УТР», а також на частотах каналів «УТ-1», «УТ-2»/«1+1» та «Інтер» на Волині.

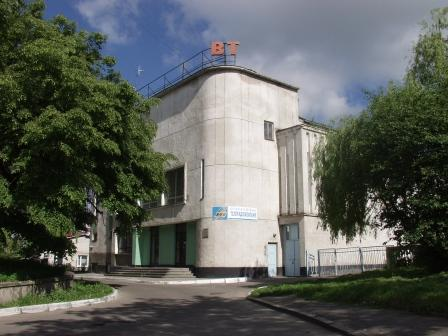
Телецентр

Волинська ОДТРК мала «Телерадіогазету», що закрилася через брак коштів[джерело?]. 

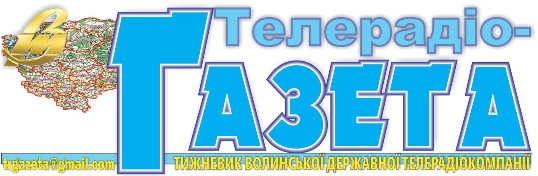
«Телерадіогазета»

З 2017 року телерадіокомпанія є філією українського Суспільного мовлення — Національної суспільної телерадіокомпанії України.
23 серпня 2018 року філія отримала назву «UA: Волинь», замість «Нова Волинь».
23 травня 2022 року в зв'язку з оновленням дизайн-системи брендів НСТУ телерадіокомпанія змінила назву на «Суспільне Луцьк».
З 20 листопада по 18 грудня 2022 року телеканал філії транслював Чемпіонат світу з футболу 2022.
Глядацька аудиторія — в межах 90 відсотків території Волинської області, частково — Рівненська і Львівська області, а також сусідні Польща і Білорусь[джерело?].

## Телебачення
«Суспільне Луцьк» — український регіональний суспільний телеканал, який мовить на території Волинської області.

### Наповнення етеру
Етерне наповнення мовника — інформаційні, соціально-публіцистичні та культурно-мистецькі програми виробництва творчих об'єднань НСТУ та «Суспільне Луцьк».

#### Програми
- «Суспільне. Студія»
- «Суспільне Новини»
- «Суспільне Спорт»
- «Тиждень. Луцьк»

### Мовлення
Передача цифрового мовлення телеканалу відбувається в мультиплексі MX-5 (DVB-T2) у форматі 1080i 16:9. Трансляція мовника також доступна на сайті «Суспільне Луцьк» в розділі «Онлайн».

## Радіо
У Волинській області НСТУ мовить на радіоканалі «Українське радіо Луцьк».
Радіостанція з'явилася 1940 року. 1974 року вона вперше показала пісні «Тріо Маренич».
Колишній кореспондент Волинського радіо Матвій Козачук в інтерв'ю Волинській ОДТРК 2005 року сказав: «Тоді радіо було дуже примітивне. Магнітофонів не було. Згодом з'явилися два магнітофони (для монтування аудіозапису та для видачі монтованих записів у ефір)».

### Наповнення етеру

#### Програми
- «ПроСпорт»
- «Ефект прикордоння»
- «Світ інклюзії»
- «РадіоДень»

### Мовлення
- Горохів — 106,5 МГц
- Камінь-Каширський — 105,8 МГц
- Ковель — 91,8 МГц
- Кортеліси — 88,9 МГц
- Луцьк — 88,3 МГц
- Любешів — 107,8 МГц
- Нововолинськ — 100,3 МГц
- Олика — 89,1 МГц
- Цумань — 100,4 МГц
- Шацьк — 101,5 МГц

Крім частот, «Українське радіо Луцьк» можна слухати також на сайті «Суспільне Луцьк» і в мобільному застосунку suspilne.radio.

## Діджитал
У діджиталі телерадіокомпанія «Суспільне Луцьк» представлена вебсайтом та сторінками у Facebook, Instagram, YouTube та Telegram. Крім того, на сайті «Суспільне Новини» є розділ про новини Волині.
Станом на лютий 2023 року сумарна авдиторія «Суспільне Луцьк» у соцмережах налічує близько 130 тисяч підписників.

## Логотипи
Телерадіокомпанія змінила 2 логотипи. Нинішній — 3-й за рахунком.
| Логотип | Опис |
| ------- | --- |
|         | з 1991 року до 22 серпня 2018 року логотипом були дві чрвоні накладені одна на одну літери «В» і «Т» курсивом у правому верхньому куті екрана.        |
|         | з 23 серпня 2018 до 22 травня 2022 року до логотипом був білий напис великими літерами: «UA: ВОЛИНЬ». Знаходився там само.                            |
|         | з 23 травня 2022 року І дотепер логотипом є півкруг, біля якого напис «СУСПІЛЬНЕ ЛУЦЬК». Логотип білого кольору. Знаходиться в лівому верхньому куті. |

### Хронологія назв
| Дата      | Назва             |
| --------- | ----------------- |
| 1991—2018 | «Нова Волинь»     |
| 2018—2022 | «UA: Волинь»      |
| з 2022    | «Суспільне Луцьк» |